# Aartalhänge zwischen Burg Hohenstein und Lindschied
Aartalhänge zwischen Burg Hohenstein und Lindschied este o arie protejată (arie specială de conservare — SAC, sit de importanță comunitară — SCI) din Germania întinsă pe o suprafață de 340,07 ha, integral pe uscat.

## Localizare
Centrul sitului Aartalhänge zwischen Burg Hohenstein und Lindschied este situat la coordonatele 50°10′29″N 8°04′08″E / 50.1747°N 8.0689°E.

## Înființare
Situl Aartalhänge zwischen Burg Hohenstein und Lindschied a fost declarat sit de importanță comunitară în noiembrie 2004 pentru a proteja 3 specii de animale. Situl a fost protejat și ca arie specială de conservare în martie 2008.

## Biodiversitate
Situată în ecoregiunea continentală, aria protejată conține 9 habitate naturale: Cursuri de apă de la nivel de câmpie la nivel montan, cu vegetație Ranunculion fluitantis și Callitricho-Batrachion, Fânețe de joasă altitudine (Alopecurus pratensis, Sanguisorba officinalis), Grohotișuri silicioase medio-europene, la altitudine înaltă, Pante stâncoase silicioase cu vegetație casmofită, Roci stâncoase cu vegetație pionieră de Sedo-Scleranthion sau Sedo albi-Veronicion dillenii, Păduri de fag Luzulo-Fagetum, Păduri de stejar și carpen Galio-Carpinetum, Păduri pe pante, grohotișuri și ravene de Tilio-Acerion, Păduri aluvionare cu Alnus glutinosa și Fraxinus excelsior (Alno-Padion, Alnion incanae, Salicion albae).
La baza desemnării sitului se află mai multe specii protejate de  nevertebrate (3): Euplagia quadripunctaria, rădașcă (Lucanus cervus), phengaris nausithous (Maculinea nausithous).